# 2015 en jeu
Pour les articles homonymes, voir 2015 en jeu vidéo.
Chronologie du jeu
- 2011
- 2012
- 2013
- 2014
- 2015
- 2016
- 2017
- 2018
- 2019

Cet article présente les faits marquants de l'année 2015 concernant le jeu.

## Évènements

### Compétitions
- Du 16 mars au 7 avril : Championnat du monde féminin d'échecs 2015
- 15 novembre : le Français Emmanuel du Pontavice remporte le XXXIe Championnat de France de Diplomatie à Paris devant ses compatriotes Alexandre Godfroy et Yann Clouet[1].

## Sorties

### Jeux de société
- Mysterium (Tajemnicze Domostwo), Oleg Sidorenko et Oleksandr Nevskiy, Libellud. Parution en français et en anglais (version originale polonaise parue en 2013).

## Récompenses
| Récompense              | Jeu                    | Auteur(s)                    | Éditeur(s)     |
| ----------------------- | ---------------------- | ---------------------------- | -------------- |
| As d'or 2015            | Colt Express           | Christophe Raimbault         | Ludonaute      |
| As d'or 2015 Enfants    | La Chasse aux Gigamons | Karim Aouidad/Johann Roussel | Elemon Games   |
| As d'or 2015 grand Prix | Five Tribes            | Bruno Cathala                | Days of Wonder |

## Décès
- 7 janvier : Bernard Verlhac alias Tignous, illustrateur de jeux de rôle (Rêve de dragon 1re éd., revues Casus Belli et Chroniques d'outre-monde) et du jeu de société Les Poilus, meurt lors de l'attentat contre Charlie Hebdo.